# Plagiobryum novaeseelandiae
Plagiobryum novaeseelandiae är en bladmossart som beskrevs av Brotherus 1916. Plagiobryum novaeseelandiae ingår i släktet puckelmossor, och familjen Bryaceae. Inga underarter finns listade i Catalogue of Life.